# Aeroportul Andorra–La Seu d'Urgell
Aeroportul La Seu d'Urgell (IATA: LEU, ICAO: LESU) este un aeroport din Montferrer i Castellbò, Alt Urgell, Provincia Lleida, Catalonia, Spania ce deservește zona Andorra. A fost deschis în 1982 și numit după zona deservită.
Situat la o altitudine de 802 m, aeroportul dispune de 1 pistă. Este operat de Aeroports de Catalunya⁠(d).

## Infrastructură

### Piste
Aeroportul dispune de o singură pistă. Pista 03/21 are suprafața de asfalt și dimensiunile 4.157 picioare × 92 picioare. 